# Dead Zone (roman)
Pour les articles homonymes, voir Dead Zone.
Dead Zone (The Dead Zone) est un roman fantastique de Stephen King publié en 1979 et paru initialement en France sous le titre L'Accident en 1983. Dans ce roman, un homme se réveille après cinq ans de coma avec le don d'avoir des visions du passé ou du futur par un simple contact avec une personne ou un objet. Dead Zone est adapté en film et en série télévisée et est nommé au prix Locus en 1980.

## Résumé
En 1970, John Smith, professeur d'école ordinaire, accompagne Sarah, son amoureuse, à une fête foraine. Jouant à la loterie, il gagne plusieurs fois d'affilée, profitant d'une série d'intuitions qui lui arrivent quelquefois depuis qu'il est tombé sur la tête quand il était enfant. Le même soir, après avoir raccompagné Sarah, il est victime d'un accident de la route qui le fait sombrer dans le coma. Il ne se réveille que presque cinq ans plus tard.
À son réveil, Johnny découvre que son don s'est considérablement accru et qu'il peut désormais voir l'avenir ou le passé d'une personne en la touchant ou en touchant un objet lié à elle. Son médecin, le Dr Weizak, pense qu'une zone du cerveau dont personne ne se sert, une zone morte, s'est activée chez lui. Johnny apprend également que Sarah s'est mariée entretemps et a eu un enfant mais, en la voyant, il comprend qu'elle ne l'a jamais vraiment oublié. À la suite d'une vision de Johnny qui permet de sauver un enfant d'un incendie, la rumeur à propos de son pouvoir commence à se répandre et il attire l'attention de la presse. Peu après survient la mort de sa mère, femme très religieuse, voire fanatique. Refusant d'exploiter son don de façon mercantile, Johnny est traité de charlatan par un journal à scandales dont il a décliné l'offre. Il est cependant contacté par le shérif George Bannermann qui lui demande de l'aide pour arrêter « l'étrangleur de Castle Rock », un tueur qui viole et tue ses victimes, des femmes de neuf à soixante-dix-sept ans. John découvre vite que le meurtrier est un policier local nommé Frank Dodd, mais celui-ci se suicide avant d'être arrêté.
Parallèlement à l'histoire de Johnny Smith, on suit également l'ascension sociale de Greg Stillson, un homme au caractère violent, représentant de commerce puis agent d'assurances, qui se lance dans la politique et n'hésite pas à recourir à des méthodes illégales pour arriver à ses fins.
Ne pouvant reprendre son travail d'enseignant à cause de son don et de l'hostilité que celui-ci déclenche parmi ses anciens collègues, Johnny devient le tuteur privé de Chuck Chasworth, le fils d'un millionnaire. Lors d'un meeting électoral, il rencontre Greg Stillson, désormais candidat à la Chambre des représentants et, en lui serrant la main, aperçoit alors une vision apocalyptique de l'avenir lorsque celui-ci sera devenu président. Johnny Smith se débat alors avec un dilemme moral : que peut-il faire pour empêcher cela ? Peut-il aller jusqu'à tuer cet homme ? Il devient alors obsédé par Stillson.
Johnny a ensuite la vision d'un incendie se déclarant dans un bar où doit se rendre Chuck et parvient à le dissuader d'y aller mais n'arrive pas à faire fermer le bar. Dans la soirée, l'incendie se déclare et quatre-vingt-une personnes trouvent la mort. Johnny, touché moralement et dont la santé décline, part pour Phoenix afin de se faire oublier. Il apprend plus tard qu'il a une tumeur du cerveau qui s'est développée dans la « zone morte » et qu'il ne lui reste plus longtemps à vivre. Cela le décide à tuer Stillson et, armé d'un fusil, il s'introduit de nuit dans une salle où Stillson doit faire un discours le lendemain. Lors du meeting, Johnny tire sur Stillson mais le manque. Lors de l'échange de coups de feu avec les gardes du corps de Stillson, celui-ci se sert d'un enfant comme bouclier humain et Johnny est mortellement blessé. Avant de mourir, il touche Stillson et voit que celui-ci n'a plus aucun avenir. En effet, un photographe a pris un cliché de Stillson se servant de l'enfant pour se protéger, et on devine que cette image va complètement le discréditer et l'empêcher de parvenir à ses fins. Johnny meurt en ayant le sentiment d'avoir accompli son destin.

## Genèse
Stephen King a élaboré ce livre avec une intrigue complète bâtie à l'avance — ce qui le distingue de la majorité de son œuvre écrite selon une méthode intuitive — à partir de l'image d'un homme pouvant voir l'avenir. Il s'est inspiré du scandale du Watergate et le personnage de Stillson présente des ressemblances avec Huey Pierce Long, candidat populiste aux primaires démocrates pour l'élection présidentielle de 1936 qui a été assassiné. C'est dans ce roman qu'apparaît pour la première fois la ville de Castle Rock.
Le roman de Stephen King est en partie basé sur la vie du parapsychologue Peter Hurkos. Celui-ci avait déclaré avoir acquis des pouvoirs de divination après être tombé d'une échelle et s'être violemment cogné la tête.

## Accueil et distinctions
Le roman est resté 31 semaines sur la New York Times Best Seller list, dont deux à la première place (c'est d'ailleurs le premier livre de Stephen King à s'être hissé à la première place de ce classement), y apparaissant le 9 septembre 1979. Le Publishers Weekly le classe à la sixième place des meilleures ventes de romans aux États-Unis en 1979. Il est classé à la huitième place des romans favoris des lecteurs de Stephen King lors d'un sondage organisé par le magazine Rolling Stone, en 2014.
Dead Zone est le roman que Stephen Spignesi, dans The Essential Stephen King, conseille de lire en premier à ceux qui n'ont jamais lu de Stephen King car il est assez éloigné de l'horreur, mêlant thriller politique à une poignante histoire d'amour. Pour Michael R. Collings, dans The Many Facets of Stephen King, il s'agit de l'un des meilleurs romans de Stephen King, avec une histoire rythmée, qui ne recourt pas à l'horreur pour être intéressante, un style vigoureux, et des personnages convaincants. Olivier Girard, de Bifrost, évoque un excellent roman mais aussi l'un des plus tristes écrits par King, qui y « règle ses comptes avec la politique », et met en avant les personnages de Johnny Smith et Greg Stillson, exemples parfaits d'un « romancier surdoué de la caractérisation ».
Dead Zone est nommé au prix Locus du meilleur roman de fantasy 1980, terminant à la deuxième place.

## Liens avec les autres œuvres de Stephen King
- Dans son roman Cujo, Stephen King fait allusion à l'affaire Frank Dodd, et il est à plusieurs reprises sous-entendu que ce serait en fait l'esprit du policier tueur (et non le virus de la rage en lui-même) qui contrôlerait Cujo.
- Un personnage secondaire du roman (Patty Stratchan) fait allusion à un autre roman de Stephen King, Carrie.
- Dans l'introduction de Bazaar, le narrateur fait mention de Frank Dodd.
- Le personnage du journaliste David Bright apparaît également dans Les Tommyknockers.
- Le personnage du journaliste Richard Dees, du magazine Inside View, apparaît également dans la nouvelle Le Rapace nocturne, du recueil Rêves et Cauchemars.
- Dans le dernier volume de La Tour sombre, le robot Nigel lit le roman Dead Zone.
- La mère de John Smith (le personnage principal du roman) est hospitalisée près de Jerusalem's Lot, ville fictive au cœur du roman Salem.

## Adaptations
En 1983, un film, adaptation assez fidèle réalisé par David Cronenberg et également appelé Dead Zone, est tiré du roman. Christopher Walken y joue le rôle de Johnny Smith et Martin Sheen, celui de Greg Stillson.
Une série télévisée basée sur le roman, mais adaptée beaucoup plus librement que le film, appelée Dead Zone elle aussi, est diffusée à partir de 2002 .Cette série s'est brutalement interrompue en 2007, après six saisons.